# Jaskier wodny

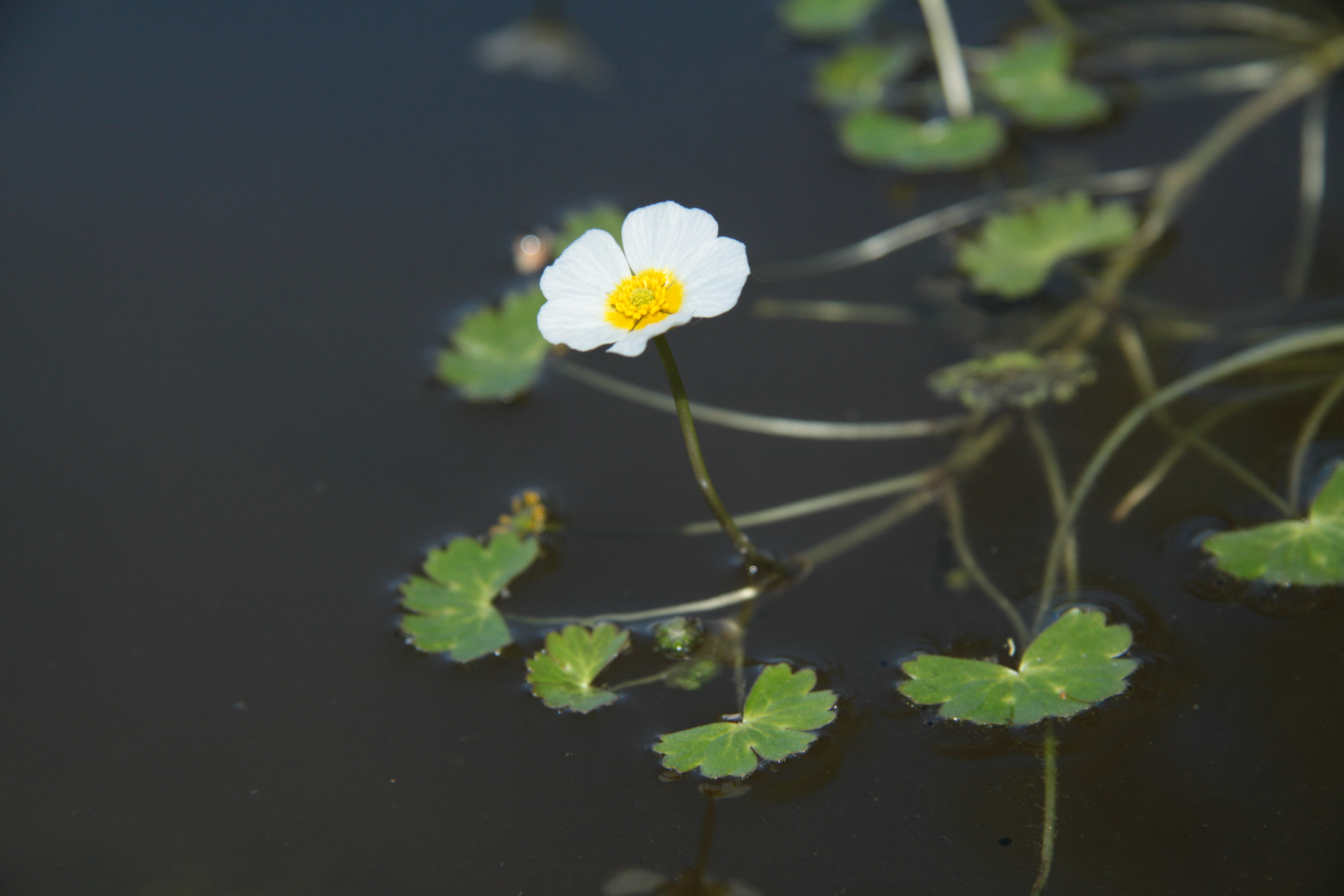
Jaskier wodny

Jaskier wodny, włosienicznik wodny (Ranunculus aquatilis L.) – gatunek rośliny z rodziny jaskrowatych. Jako gatunek rodzimy rośnie w Europie, północnej Afryce i Ameryce Północnej. W Polsce dość często występuje na niżu, dochodząc do piętra pogórza, rzadko tylko spotkać go można wyżej.

## Morfologia
ŁodygaDługa (do 2 m), rozgałęziona, ulistniona, u nasady na dnie pełzająca.
LiścieLiście zróżnicowane są na pływające i podwodne. Pływające mają długie ogonki i blaszkę w kształcie nerki, o zwykle od 3 do 5 klapkach. Liście podwodne z krótkimi ogonkami i blaszką pociętą na długie nitkowe odcinki. Ich zwiększona powierzchnia ułatwia wymianę gazową i pobieranie składników pokarmowych.
KwiatyPojedyncze na długich szypułkach (w czasie owocowania szypułki te rosną, osiągając długość do 5 cm). Mają 5-działkowy kielich, 5 białych, szerokich płatków o długości do 10 mm, liczne pręciki i liczne słupki. Dno kwiatowe jest kuliste i pokryte szczecinkami, miodniki są kuliste.
OwocElipsoidalne niełupki ze szczeciniastymi włoskami.

## Biologia i ekologia
Roślina jednoroczna lub bylina, hydrofit. Kwitnie czasem od kwietnia, ale zazwyczaj od czerwca do września. Słabo pachnące kwiaty zapylane są przez owady. W przypadku wysokich stanów wody, kwiaty nie wynurzają się, pozostają zamknięte i dochodzi w nich do samozapylenia. Owoce rozprzestrzeniane są przez ruch wody i przez ptaki wodno-błotne.
Występuje w płytkich (o głębokości do 2 m), stojących i wolno płynących wodach, rowach, stawach i jeziorach, czasami masowo. Najlepiej rośnie w wodach bogatych w składniki pokarmowe, a ubogich w wapń, lekko kwaśnych. Gatunek charakterystyczny dla związku (Al.) Hottonion. 
Liczba chromosomów 2n = 16, 32, 48.

## Zmienność
Tworzy mieszańce z jaskrem rzecznym, skąpopręcikowym i tarczowatym. 

## Ochrona
Roślina była objęta w Polsce ścisłą ochroną gatunkową od 2004 do 2014 roku. Źródłem zagrożenia dla niej jest gospodarka hodowlana w zbiornikach, w których występuje, zanieczyszczenie wód oraz wysychanie zbiorników w czasie długotrwałych susz.

## Zastosowanie
Bywa uprawiany jako roślina ozdobna w oczkach wodnych. Najlepiej sadzić go w doniczkach lub innych pojemnikach, gdyż wówczas łatwiej można kontrolować jego rozrastanie się.